# サン＝テティエンヌ・トロリーバス
サン＝テティエンヌ・トロリーバス（フランス語: Trolleybus de Saint-Étienne）は、フランスの都市であるサン＝テティエンヌのトロリーバス。フランス国内に現存するトロリーバス路線の1つで、2025年現在は路面電車（サン＝テティエンヌ市電）や路線バスといった公共交通機関と共にサン＝テティエンヌ都市圏交通会社（Société de transports de l'agglomération stéphanoise、STAS）が所有し、世界各地で公共交通を運営するトランスデブが運営を実施している。

## 歴史
サン＝テティエンヌ市内に初めてトロリーバスが開通したのは1940年であった。これは、輸送量が少なく設備も不十分であった路面電車路線の置き換えを目的としたものであったが、第二次世界大戦の勃発により車両の供給に時間を費やす事態となり、1942年1月1日に本格的な営業を開始するまではポワチエ向けのトロリーバス車両が暫定的に使用された。
終戦後の1947年以降トロリーバスの路線網は順次拡大し、輸送量の多さや走行する道路の狭さから置き換えを免れた4号線を除いた路面電車路線は全てトロリーバスに置き換えられ、1973年には7系統が運行していた。車両についても、トロリーバスが廃止された他都市からの譲渡車両も含めた増備が進められていった。翌1974年には7号線が交通計画に基づき廃止されたものの、1983年には連節式車両が導入されるなど近代化が継続して行われた。

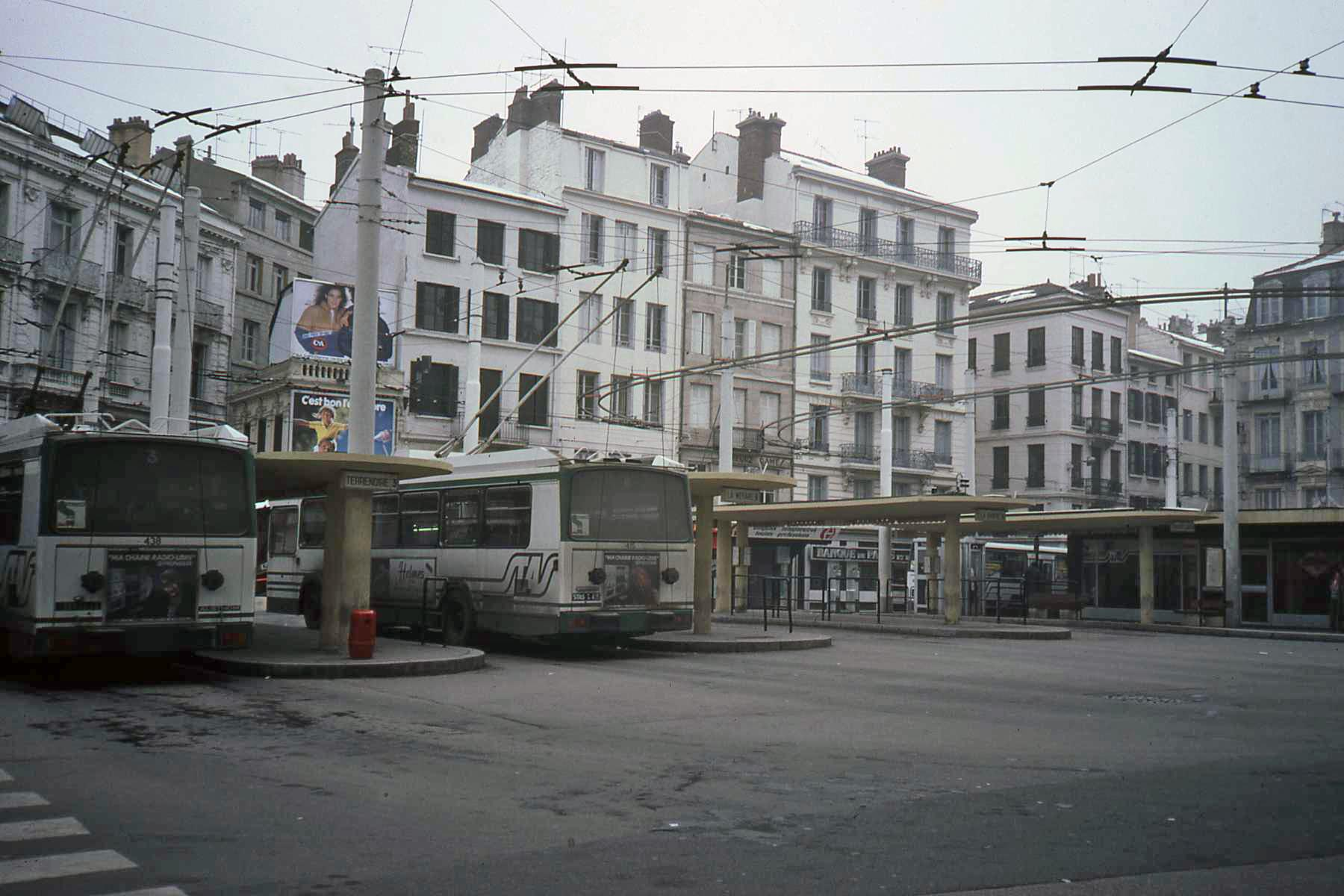
1980年代のトロリーバス（1982年撮影）

だが、1990年代以降トロリーバスは老朽化を理由として多くの路線が廃止され、路線バスへ置き換えられた。加えて2000年代にも路面電車の延伸に合わせた工事により路線網が縮小されている。車両についても、2000年代に導入された車両（クリスタリス）の機器の信頼性に難があった事から運用が縮小し、ディーゼルバスとの併用が行われる事態となったが、2019年以降は新型車両（トロリーノ12）の導入が行われており、今後も環境負荷が少ないトロリーバスの路線網が維持される事になっている。

## 系統
2025年現在、サン＝テティエンヌには以下のトロリーバス路線が運行している。
| 系統番号 | 起点     | 終点       | 備考 |
| -------- | -------- | ---------- | ---- |
| M3       | Cotonne  | Terrenoire |      |
| M7       | Bellevue | Michon     |      |

## 車両

### 現有車両
2025年現在、サン＝テティエンヌのトロリーバスで使用されているのは、ポーランドの車両メーカーであるソラリスが展開するトロリーノ12である。2019年に発注が実施されたこれらの車両は、フランスにおける初の「トロリーノ」シリーズで、全長は12 m、定員は94人（着席22人、車椅子スペース1人分）である。車両には充電池が搭載されており、架線が無い区間でも最大10 kmまで走行可能である他、走行中の充電も可能な構造（In Motion Charging、IMC）が採用されている。また、車内は空調が完備されている。電気機器はチェコのシュコダ・エレクトリック製のものが使われている。
2019年から2021年にかけて合計23両が導入され、従来の車両を置き換えている。

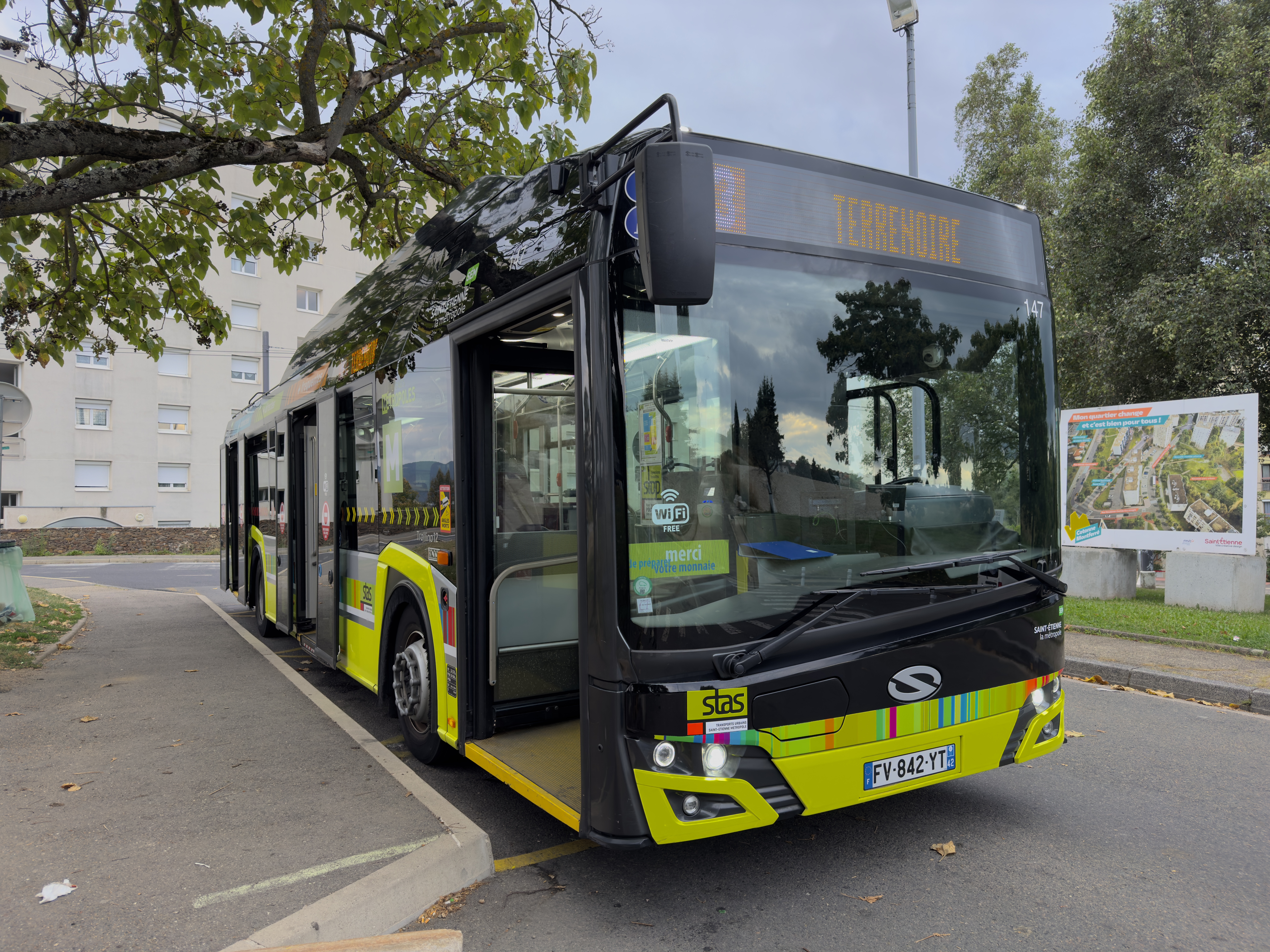
トロリーノ12（2024年撮影）

### 過去の車両

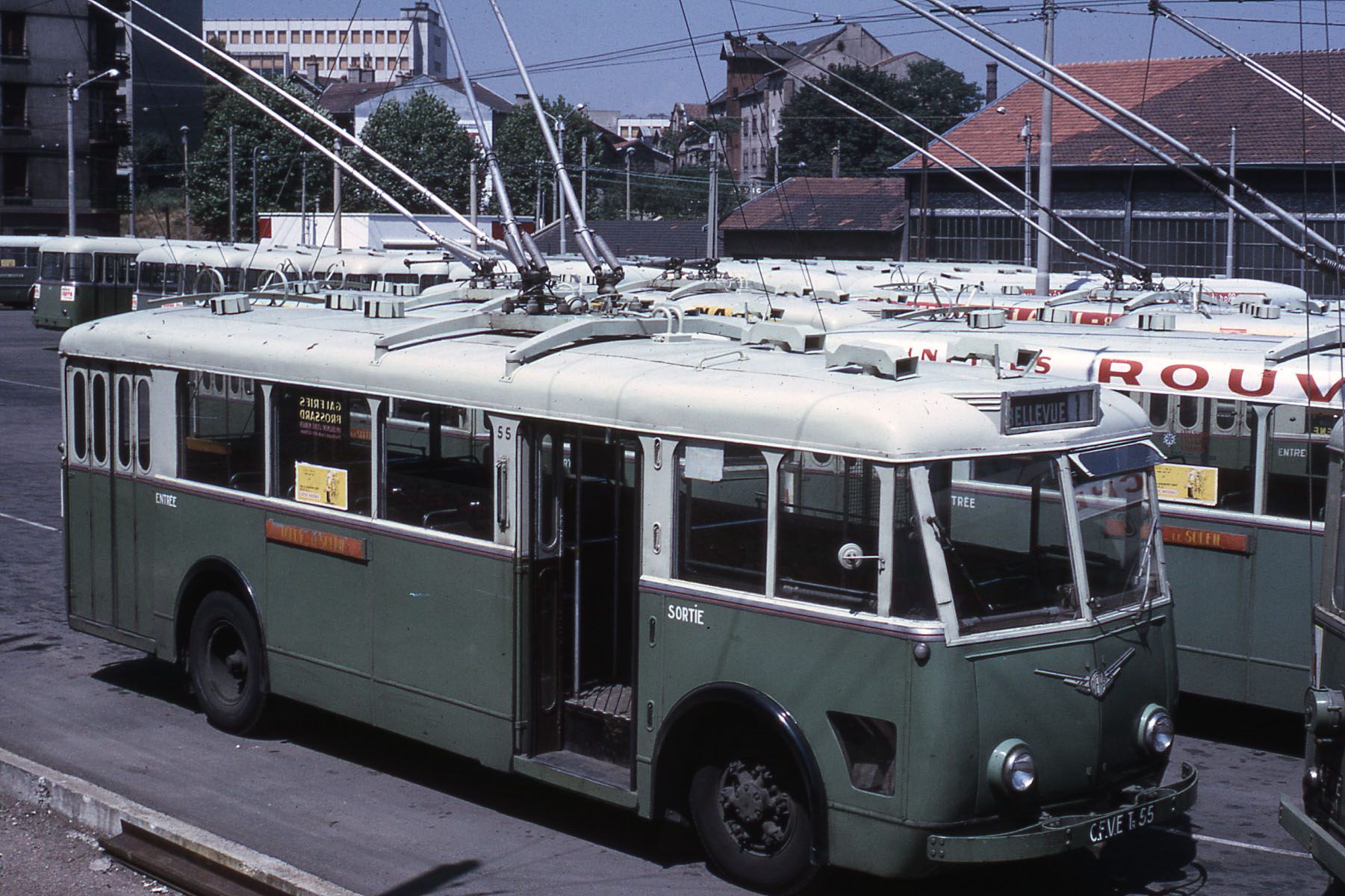
ヴェトラVCR（1967年撮影）
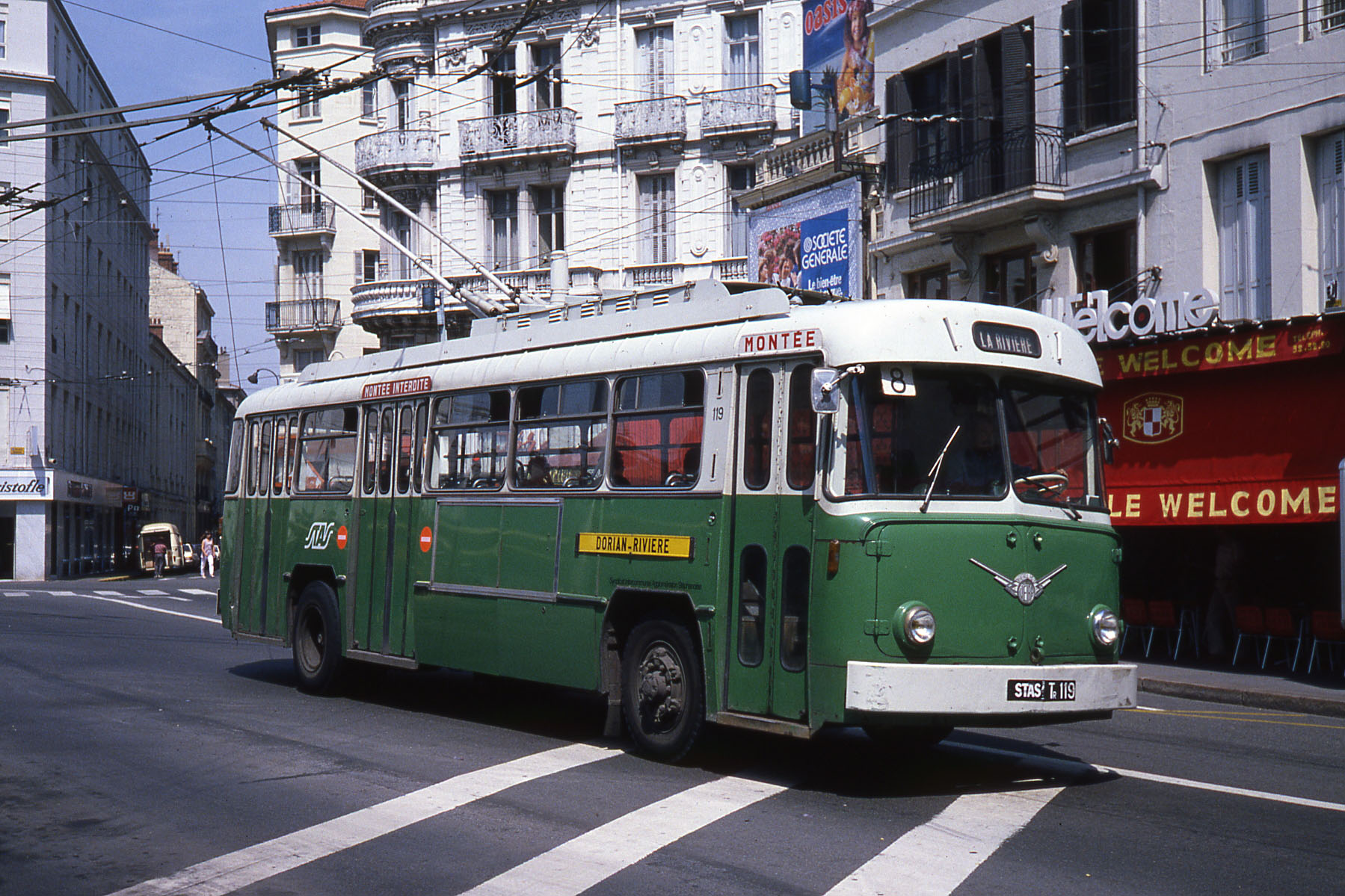
ベルリエELR（1981年撮影）
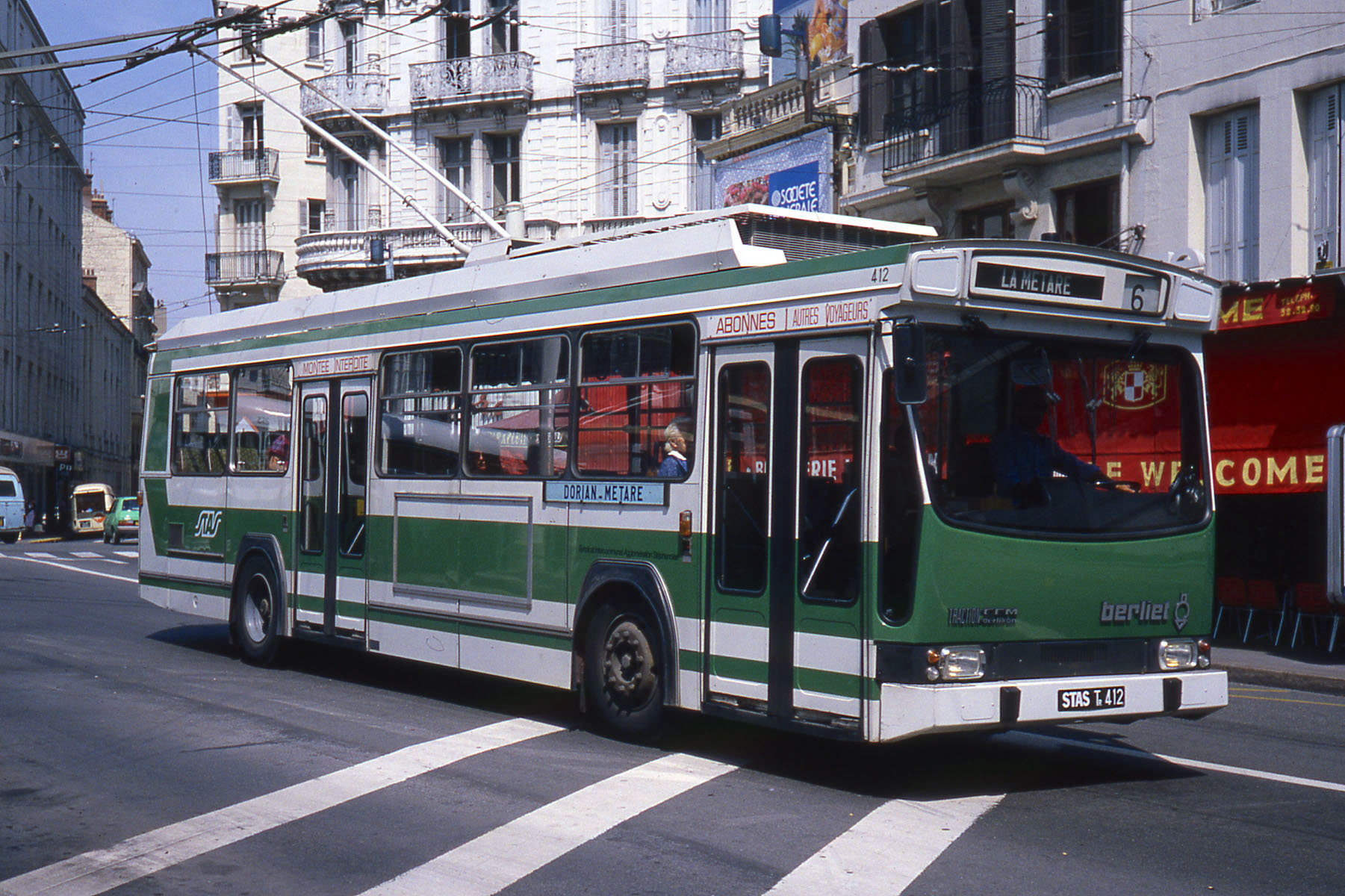
ベルリエER100（1981年撮影）
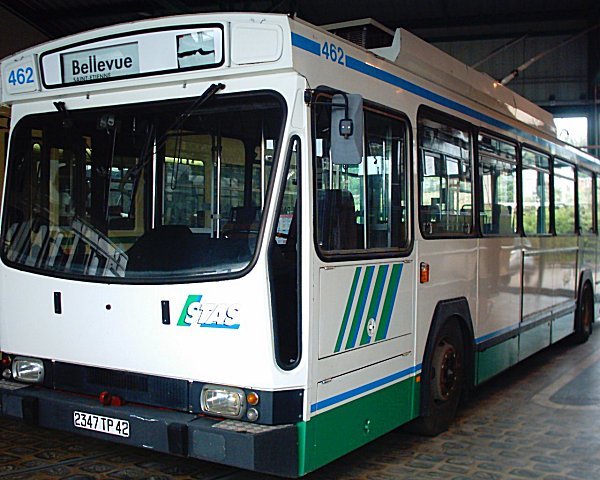
ルノーER100（2006年撮影）
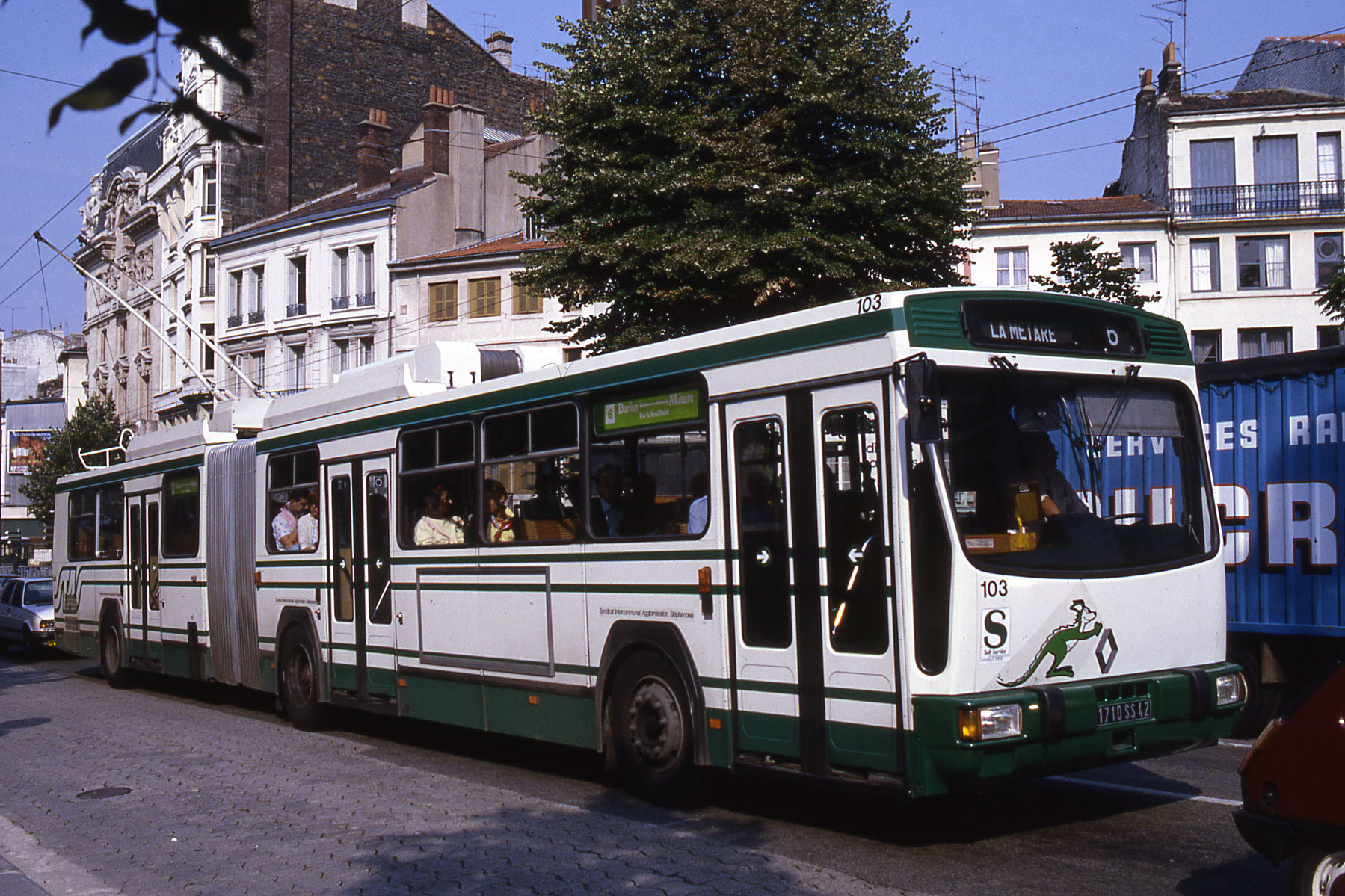
PER180H（1985年撮影）
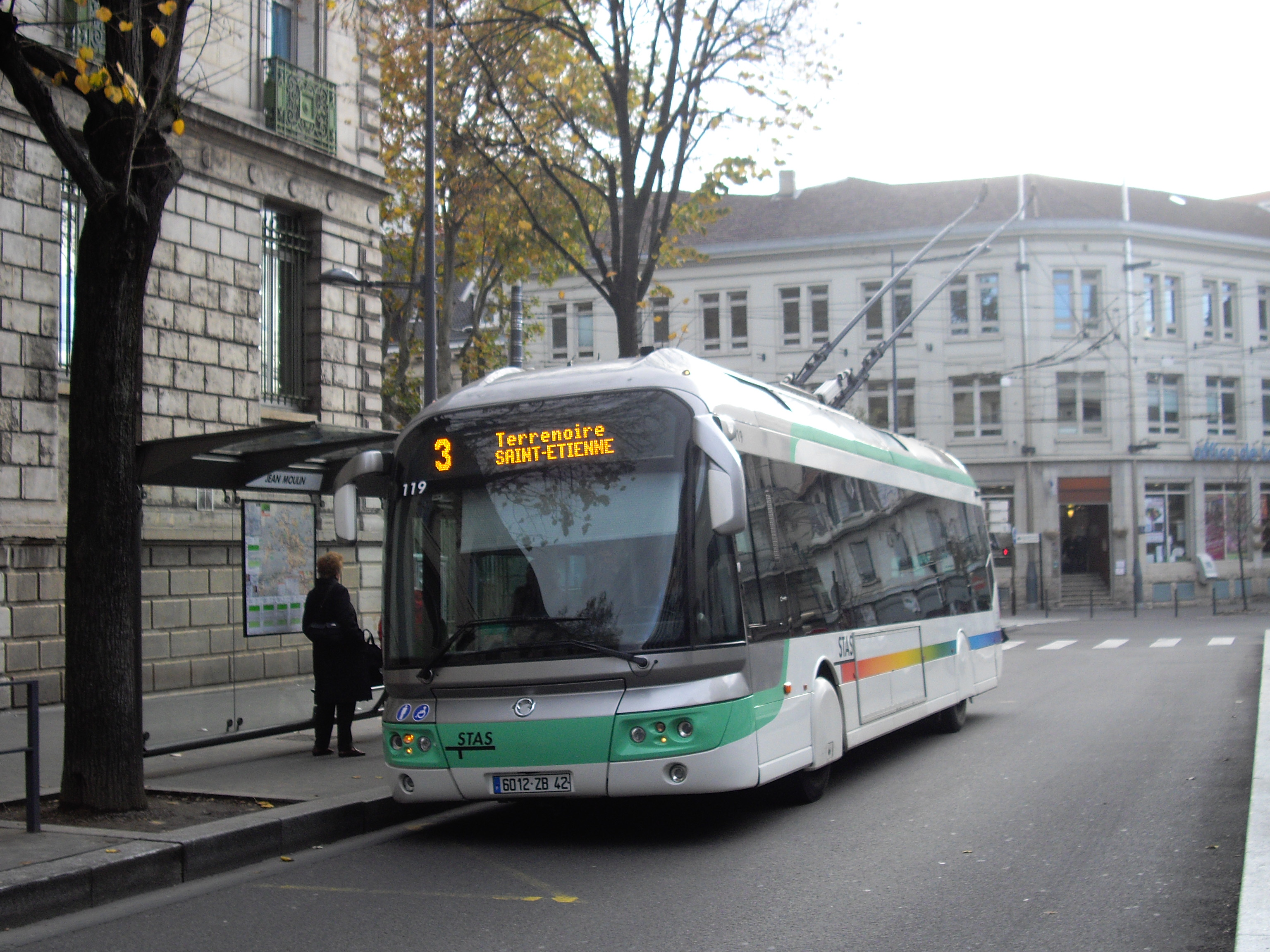
クリスタリス（ETB12）（2009年撮影）